# Сейфуль-Мулюков, Фарид Мустафьевич
Фари́д Муста́фьевич Сейфу́ль-Мулю́ков (19 ноября 1930, Ташкент — 4 июня 2016, Москва) — советский и российский журналист-международник, писатель, востоковед-арабист, ведущий телепрограмм Центрального телевидения («Сегодня в мире» и «Международная панорама»), автор множества репортажей из разных стран мира. 
Заслуженный деятель искусств Российской Федерации (1995).

## Биография
Родился в Ташкенте Узбекской ССР. Окончил с отличием Московский институт востоковедения. Работал в журнале «Международная жизнь», в издательстве восточной литературы и в журнале «Современный Восток».
С 1964 года был политическим обозревателем Центрального телевидения и радиовещания наряду с Валентином Зориным, Юрием Жуковым, Генрихом Боровиком, Александром Бовиным, Александром Каверзневым, Владимиром Дунаевым, Игорем Фесуненко.
Был одним из творческих создателей радиопрограммы «Маяк».
В конце 1960-х — начале 1970-х годов руководил корпунктом Советского телевидения и радио в Ливане. Работал заведующим корпунктом Советского телевидения и радио в Швейцарии. Автор книг «Рождение Иракской республики», «Ирак вчера и сегодня», «Португальские колонии в Африке», «Репортажи с линии огня», а также многочисленных статей и документальных фильмов. Помимо русского, в совершенстве владел арабским и французским языками.
Скончался в Москве 4 июня 2016 года на 86-м году жизни.
Похоронен на Даниловском мусульманском кладбище в Москве (10-й участок).
17 августа 2018 года на Даниловском кладбище по инициативе Полпредства Татарстана был открыт памятник Фариду Мустафьевичу Сейфуль-Мулюкову.

## Семья
Мать Разия Яушева — потомок известного рода татарских купцов Яушевых.

## Награды и премии
- орден Почёта (4 ноября 2010)[8].
- орден Трудового Красного Знамени (1976).
- орден Красной Звезды (18 августа 1982).
- Государственная премия РСФСР имени братьев Васильевых (1978) — за фильмы «Они завоевали свободу. Хроника Алжира», «Ближний Восток: время испытаний».
- Государственная премия СССР (1981) — за документальные фильмы «Земельная реформа», «Афганистан. Революция продолжается», «Два дня в апреле. Репортаж о революции», «Афганистан. Жаркая весна».
- заслуженный деятель искусств Российской Федерации (27 января 1995) — за заслуги в области искусства[9].
- Общественная премия «Золотые перья России» (2001).

## Книги
- Рождение Иракской Республики. — М.: Госполитиздат, 1958. — 79 с.

## Цитаты
…над моей фамилией часто насмехались однокашники. Поэтому, когда я принёс в газету статью, я обрубил фамилию до «Ф. Мулюков» — более привычную для уха московских читателей. Полная же фамилия на арабском языке звучит как «Сейф-аль-мулюк» и переводится как «меч королей». Был один курьёзный случай, когда в 1958 году к нам с первым визитом приехал президент Египта Гамаль Абдель Насер. Среди сопровождающих был издатель газеты «Вечерний Каир». Мы с ним говорили по-арабски, он заинтересовался моей фамилией, предположив, что я принадлежу к княжескому роду. Я ответил, что я не «меч, который охраняет королей», а «меч, который рубит головы королям». Уже потом, читая газету, я обнаружил, что он использовал мои слова в качестве заголовка к своему репортажу.Сейфуль-Мулюков, Ф. М., Газета «Вечерняя Москва» — «Меч королей» полвека спустя.